# Последний бой (мультфильм)
«Последний бой» — советский мультфильм Александра Викена студии «Киевнаучфильм» по мотивам одноимённого рассказа Александра Кравченко, вышедшего в 1983 году.
Мультфильм был представлен на международном фестивале анимационных фильмов КРОК в 1991 году.

## Сюжет
Некогда бравый пехотный генерал в отставке нынче занят безуспешными боями с тараканами на даче. В магазине ему предложили новейшую уникальную разработку — пульт управления насекомыми («муштрук-машина»), который может навсегда изгнать или уничтожить вредителей из жилища. Но генерал по-своему оценил возможности изобретения, и вот расцветший душой вояка, который как на игле сидит на войне выбирает первую попавшуюся цель – соседний особнячок – и «Ввиду постоянной угрозы нашей безопасности со стороны потенциального противника генеральный штаб в моём лице принял решение нанести по нему превентивный удар». Но на беду его противником оказался отставной генерал авиации, обладающий таким же уникальным пультом.
Рассказ Александра Кравченко был опубликован в журнале «Техника молодёжи» № 1 за 1983 год, но финал мультфильма отличается от финала рассказа – генералы вдвоем отдают честь строю насекомых.

## Создатели
- Автор сценария и режиссёр — Александр Викен
- Художник-постановщик — Генрих Уманский
- Композитор — Александр Осадчий
- Кинооператор — Анатолий Гаврилов
- Звукооператор — Израиль Мойжес
- Художники-мультипликаторы:
  - М. Антипова,
  - В. Виленко,
  - О. Коваленко,
  - Александр Викен,
  - С. Кушнеров
- Ассистенты:
  - Т. Швец
  - О. Уманский
  - В. Езерский
- Монтажёр — Лидия Мокроусова
- Редактор — Евгений Назаренко
- Директор съёмочной группы — С. Лещенко
- Роли озвучивал — Виктор Андриенко[2]